# Rogów Sobócki
Rogów Sobócki (niem. Rogau-Rosenau) – wieś w Polsce, położona w województwie dolnośląskim, w powiecie wrocławskim, w gminie Sobótka, około 3 km na północ od Sobótki.
W latach 1975–1998 miejscowość należała administracyjnie do województwa wrocławskiego.

## Historyczny podział administracyjny
Miejscowość składała się w przeszłości z dwóch części, będących odrębnymi wsiami:
- Rogau (pol. Rogów), stanowiącego południową część dzisiejszej wsi, z dawnym zamkiem i kościołem katolickim pw. św. Jana Chrzciciela,
- Rosenau (brak nazwy pol.), stanowiącego północną część wsi, w którym znajdował się nieistniejący już kościół ewangelicki.

Granica połączonych dziś wsi przecina Rogów Sobócki między budynkami Kolekcji Powozów (znajdują się w dawnym Rogau) a Piekarni-Cukierni Bąkowskiego (w dawnym Rosenau). Na granicy obu dawnych wsi stoi zabytkowy pręgierz i kamienny krzyż.

## Demografia

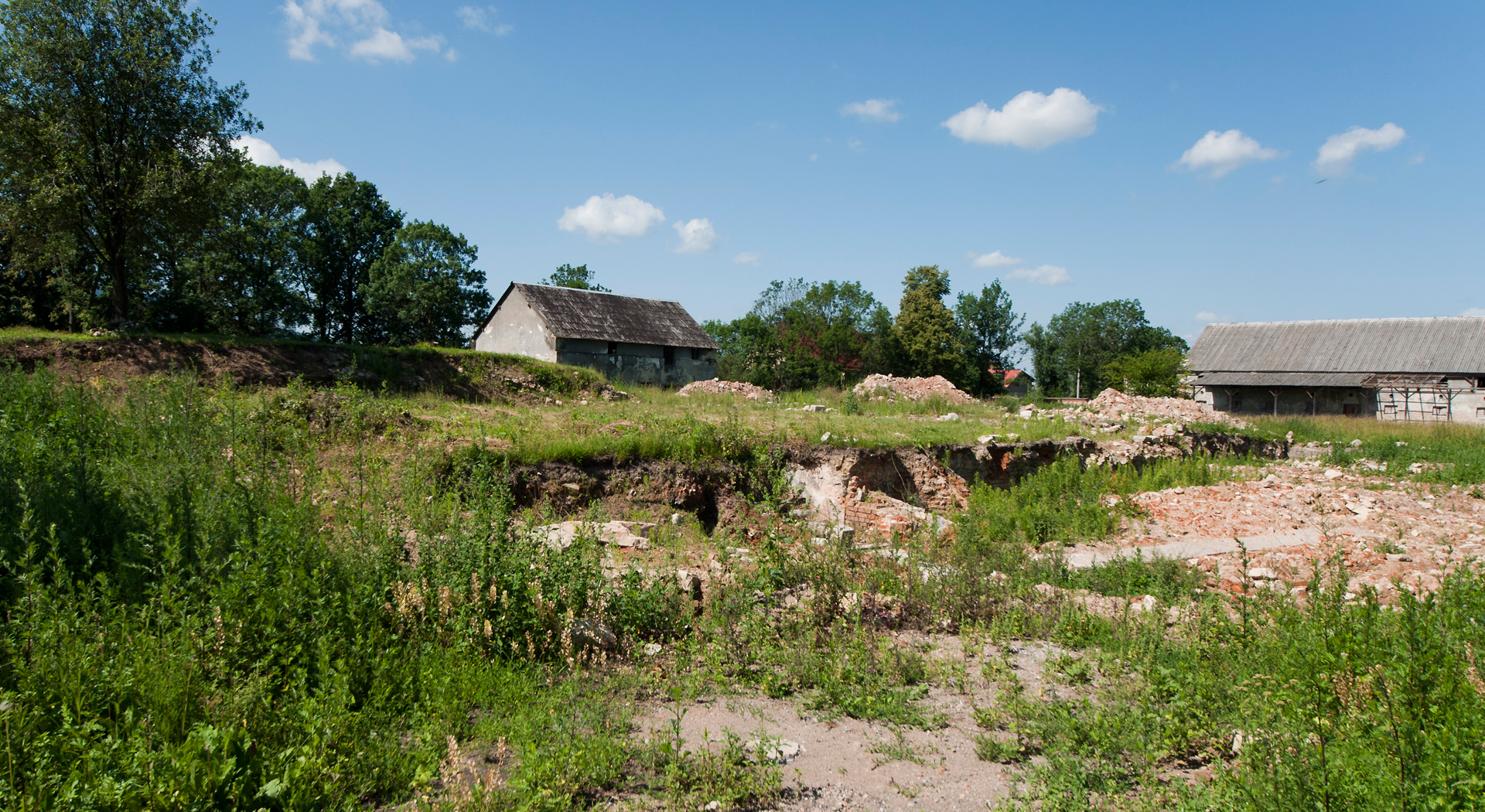
Fragmenty murów dworu w Rogowie

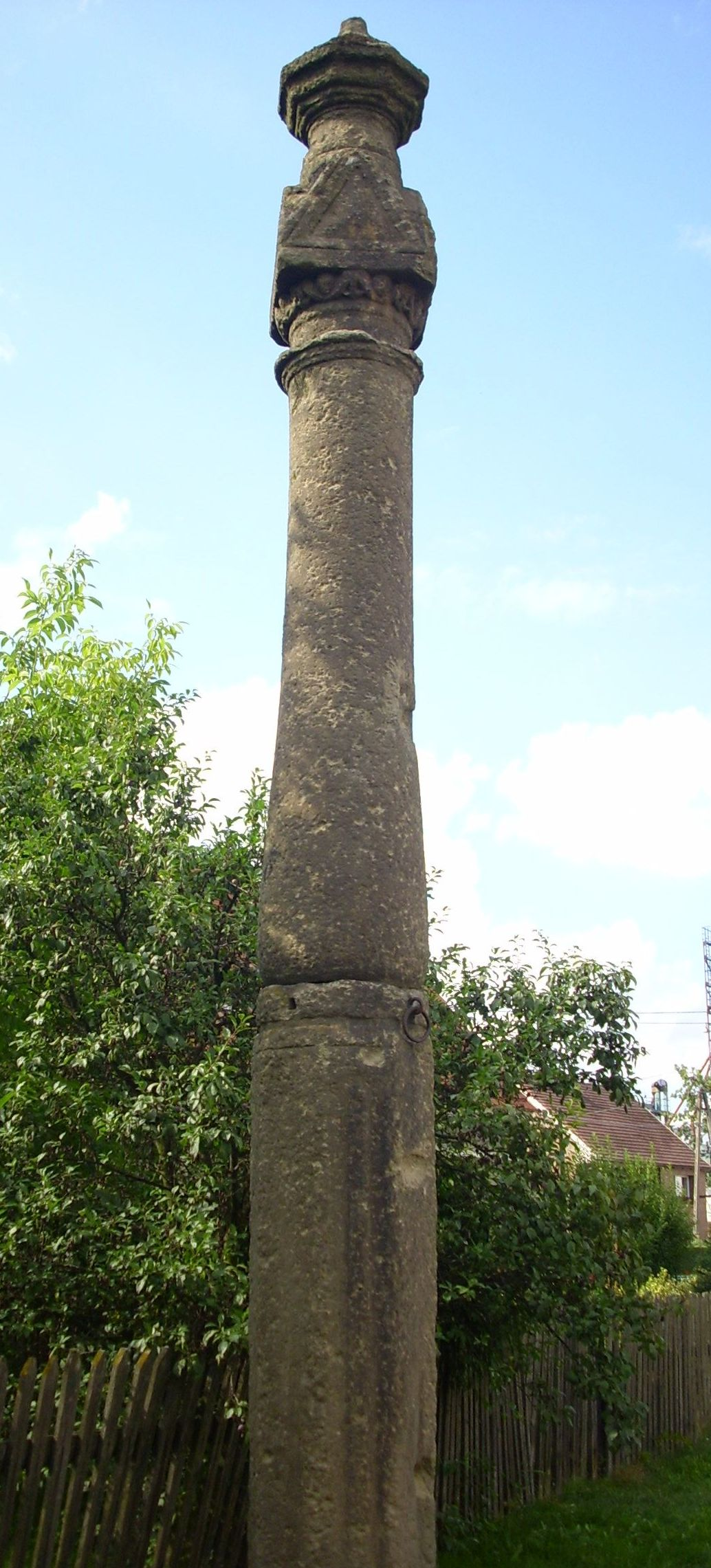
Rogowski pręgierz

Według Narodowego Spisu Powszechnego (III 2011 r.) liczył 1021 mieszkańców. Jest największą wsią gminy Sobótka.

## Zabytki
Według Narodowego Instytutu Dziedzictwa do rejestru zabytków są wpisane:
- kościół parafialny pw. św. Jana Chrzciciela, wzmiankowany w 1307 roku, przebudowany na przełomie XV i XVI wieku, odbudowany po pożarze w 1647 r. i ponownie odbudowany w latach 60. XX wieku, po zniszczeniach wojennych; wnętrze barokowe (np. ołtarz), liczne epitafia z XVI i XVII wieku;
- pręgierz, z XVI w., stojący na dawnej granicy dwóch części wsi;
- zespół zamkowy z zachowanymi piwnicami zamku, pierwotnie dworu obronnego z drugiej połowy XVI w., renesansowego, na planie węgielnicy, wzniesiony prawdopodobnie dla Fryderyka von Gellhorna, przebudowany na barokowy około 1650 r. i w latach 1760–1780, rozbudowany w 1860 roku. Zniszczony w 1945 roku, rozebrany w 1972 roku, obecnie nikłe pozostałości;
  - park zamkowy z XIX w.;

- oficyna z pierwszej połowy XIX w., znajduje się obok dworu;
- brama prowadząca do dworu, z 1801 roku;
- aleja dębowa prowadząca do dworu, zabytkowa;
- monolitowy krzyż z utrąconym jednym ramieniem, stojący obok pręgierza. Krzyż pochodzi prawdopodobnie ze średniowiecza[8].  Pojawiająca się hipoteza, że jest to tzw. krzyż pokutny, nie ma oparcia w bezpośrednich dowodach i oparta jest wyłącznie na nieuprawnionym założeniu, że wszystkie stare kamienne monolitowe krzyże są krzyżami pokutnymi. W rzeczywistości przyczyna fundacji nie jest znana. Podobne trzy kamienne krzyże wmurowane są w mur cmentarza przykościelnego[9];
- cmentarz ewangelicki (w dawnym Rosenau), obecnie zostało po nim jedynie kilka mogił.

### Zabytki nieistniejące
- kościół ewangelicki (w dawnym Rosenau), historyczny, z którego w 1813 r. wyruszył ochotniczy Korpus Lützowa w kierunku Lipska, przeciwko inwazji Napoleona. Obecnie po tym kościele nie został żaden ślad, a na jego miejscu stoją delikatesy „Centrum”.